# 금어구
금어구(禁漁區, Marine preserve)는 수산자원의 번식 보호 또는 다른 어업을 보호하기 위해서 어업을 금지하는 수역이다. 수산자원의 번식 보호를 목적으로 할 경우에는 산란장이나 치어의 성육장을 대상으로 할 때가 많고, 다른 어업을 보호할 목적으로 할 때는 기선저인망이나 트롤선의 조업구를 제한하고, 소하하는 수족을 보호하기 위하여 하구수역이나 하천에서 포획하는 것을 금지한다.